# Католическая иконография Богородицы
Католическая иконография Богородицы — совокупность типов изображения Богородицы (греч. Θεοτόκος) в западноевропейском искусстве и система их изучения.
В истории изобразительного искусства традиционная иконография, представляющая изображение Девы Марии, чаще с Младенцем Иисусом, в отдельных случаях с Иоанном Крестителем, Святой Анной либо с «избранными святыми» — так называемое Святое Собеседование.В искусстве стран Западной Европы образ Мадонны, или Девы Марии, складывался на основе византийских традиций и значительно позднее образов Иисуса Христа (Св. Мандилиона и Ахиропиита). Наиболее ранние образцы IV—V веков c изображениями сидящей на троне Девы с Младенцем на руках восходят к древнейшим культам египетской богини Исиды, распространённым в императорском Риме. Во время мистерий в храме, расположенном на Эсквилине (лат. Collis Isaeum  — Холм Исиды), к статуе сидящей на троне Исиды с младенцем Гором на руках обращались «Моя Госпожа». Догмат о почитании Девы был принят только в 431 году на III Вселенском соборе в Эфесе. Поскольку в Евангелиях мало сообщается о земной жизни Девы Марии художники обращались главным образом к апокрифам.
В католической иконографии образ Мадонны (лат. Mea Domina — Моя Госпожа) складывался на основе византийских традиций и значительно позднее образов Иисуса Христа (Св. Мандилиона и Ахиропиита). Наиболее ранние образцы IV—V в. восходят к древнейшим культам египетской богини Исиды, распространённым в императорском Риме. Во время мистерий в храме, расположенном на Эсквилине (лат. Collis Isaeum — Холм Исиды), к статуе сидящей на троне Исиды с младенцем Гором на руках обращались «Моя Госпожа». В XII—XIII веках в результате борьбы с несторианами (отрицавшими роль Марии как «Богородицы») разнообразные изображения Мадонны стали сопровождать надписями: «Мария, Матерь Божия» (лат. Maria Mater Dei), «Святая родительница Божия» (лат. Sancta Dei Genetrix). Значительное влияние на западноевропейскую иконографию Девы Марии имело формирование куртуазной культуры Средневековья. Так, например, во Франции XIII в. появилось новое именование Богоматери — «Нотр-Дам» (франц. Notre-Dame — Владычица Наша) Иконография Мадонны необъятна. Наиболее известные иконографические типы:
- Аннунциата — изображение Мадонны в сцене Благовещения, но без архангела Гавриила[2].
- Ассунта — изображение Мадонны, возносящейся на небеса «с телом и душой»[3] праздник Вознесения Девы Марии отмечается 15 августа
- Иммакулата — изображение Непорочного зачатия Девы Марии, в котором Мадонна изображается парящей в небесах на полумесяце[4].
- Коронование Богоматери — коронация Девы Марии Царицей Небесной после её Вознесения на небеса[5].
- Мадонна во славе
- Мизерикордия — изображение Мадонны Милосердия, защищающей людей своим покровом.
- Маэста — торжественное изображение Мадонны на троне в окружении святых.
- Мария, носящая во чреве или Богоматерь-роженица — изображение беременной Марии[6].
- Мистическое обручение святой Екатерины — изображение Мадонны на троне с младенцем Иисусом на коленях и св. Екатериной Александрийской, обручающейся с Иисусом кольцом.
- Непорочное Сердце — изображение Мадонны со сверкающим сердцем в груди, в обрамлении венка из роз.
- Пьета — Мария, оплакивающая снятого с креста Иисуса[7].
- Святая Родня — изображение Богородицы с Иисусом вместе со святой Анной и святым Иоанном Крестителем[8].
- Святое Семейство — изображение Марии с Иосифом и младенцем Иисусом[9].
- Святое Собеседование — изображение Мадонны на троне в окружении беседующих святых.
- Anna selbdritt или Святая Анна, Мария и Младенец Иисус — изображение Мадонны вместе с её матерью Святой Анной и младенцем Иисусом[10].
- Hortus conclusus — изображение Мадонны в райском саду (в православной традиции аналогичное изображение именуется Вертоград заключённый).
- Mater dolorosa — изображение Страдающей Марии с мечом в сердце, смотрящей на распятого Христа.
- Mulier amicta sole — изображение Девы Марии окружённой солнцем, в звёздной короне и с луной под ногами. Образ взят из 12-й главы Откровения Иоанна Богослова.